# 圣蒂尔苏 (葡萄牙堂区)
圣蒂尔苏是葡萄牙波尔图区的一个堂区。总面积8平方公里，总人口13961人，人口密度1745.1人/平方公里。